# Institución Libre de Enseñanza
Die Institución Libre de Enseñanza, kurz ILE, war eine pädagogische Bewegung in Spanien, die von dem Philosophen Karl Christian Friedrich Krause inspiriert war, dessen Ideen den spanischen Liberalismus des 19. Jahrhunderts prägten (Krausismo).

## Gründung
Sie wurde 1876 in den Jahren der Restauration von einigen Universitätsprofessoren (unter anderen Francisco Giner de los Ríos, Gumersindo de Azcárate, Teodoro Sainz Rueda und Nicolás Salmerón) gegründet. Ihr Ziel war es, die freie Lehre an den Schulen und Universitäten vor politischer, religiöser und moralischer Einflussnahme zu schützen. Die ILE richtete sich dabei insbesondere gegen die restaurativen Reformen, die Antonio Cánovas del Castillo im Jahr 1875 eingeführt hatte. Diese beschränkten die Freiheit der Lehre, sofern sie sich gegen die Dogmen des Katholizismus richteten.

## Ziele und Prinzipien

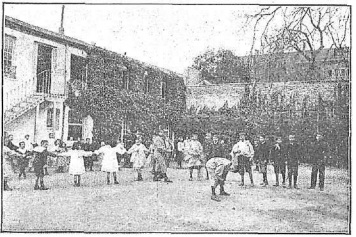
Pausenhof der ILE

Insofern war die ILE eine Gegenuniversität, die die Freiheit der Lehre und der Forschung ernst nahm. Die Freiheit umfasste daher auch finanzielle Unabhängigkeit von staatlicher und kirchlicher Bevormundung. Zentral war die methodisch-dikaktische Freiheit: „Ihr Ideal war der sokratische Dialog, bei welchem den Studenten nichts eingetrichtert wurde, bei dem es vielmehr darauf ankam, die Lernenden ihre eigenen geistigen Möglichkeiten entdecken und entwickeln zu lassen. In moralischer Hinsicht wurden die Studenten zur Austerität (dem Gegenteil der herrschenden Korruption also) und zur Leistungsbereitschaft (dem Gegenteil der immer wieder beklagten „abulia“) angehalten.“
Weitere Grundprinzipien waren der Sport und die Horizonterweiterung durch Auslandsaufenthalte. Dafür gab es angemessen dotierte Stipendien.
Fundamental war die Öffnung der Bildung für Mädchen und junge Frauen. Der Unterricht sollte geprägt sein durch die Koedukation der Geschlechter, da nur so Kennenlernen und geseitiger Respekt entstehen könnten.
Neben der Ausrichtung auf die universitäre Bildung, wurden ein Gymnasium und eine Grundschule eingerichtet.
Der Ansatz einer Modernisierung Spaniens durch liberale und aufgeklärte Bildung blieb insofern begrenzt, als die bürgerlich-liberale ILE auf die Rekrutierung einer Elite abzielte, dagegen den Kontakt mit Arbeiterparteien und Gewerkschaften nicht suchte.

## Einfluss de ILE
Der Einfluss der ILE ging so weit, dass eine Reihe von nötigen Reformen im Bildungsbereich durchgeführt wurden. Es wurden öffentliche Einrichtungen wie das Museo Pedagógico Nacional und die Junta para Ampliación de Estudios gegründet, die die Qualität des Unterrichts in den Focus nahmen. Trotzdem gab es nach den Jahren der Restauration und der Diktatur von Primo de Rivera noch 1931 zu Beginn der Zweiten Spanischen Republik eine hohe Analphabetenquote.

## Alumni alumnaeque
„Viele der führenden Naturwissenschaftler, Schriftsteller und Künstler des 20. Jahrhunderts waren ebenso wie eine beträchtliche Anzahl von bedeutenden Führern der spanischen Republik Produkte der Institución Libre und der verschiedenen Schulen, die nach ihrem Vorbild in anderen Städten entstanden waren.“ (Gabriel Jackson)

## Veröffentlichungen
- Boletín de la Institución Libre de Enseñanza (1876–1936)[5]